# 穆庄站
穆庄站是一个泰肥铁路上的铁路车站，位于山东省泰安市肥城市穆庄, 泰肥线39.99公里处，建于1968年，目前为四等站。车站下属5条专线：陶阳煤矿专用线、大封煤矿专用线、白庄煤矿专用线、冶炼加工厂专用线、矿务局机厂专用线。该站办理客货运。